# Prokopský potok
Prokopský potok (zvaný též Stodůlecký potok) je malý vodní tok na území Prahy 13.

## Tok

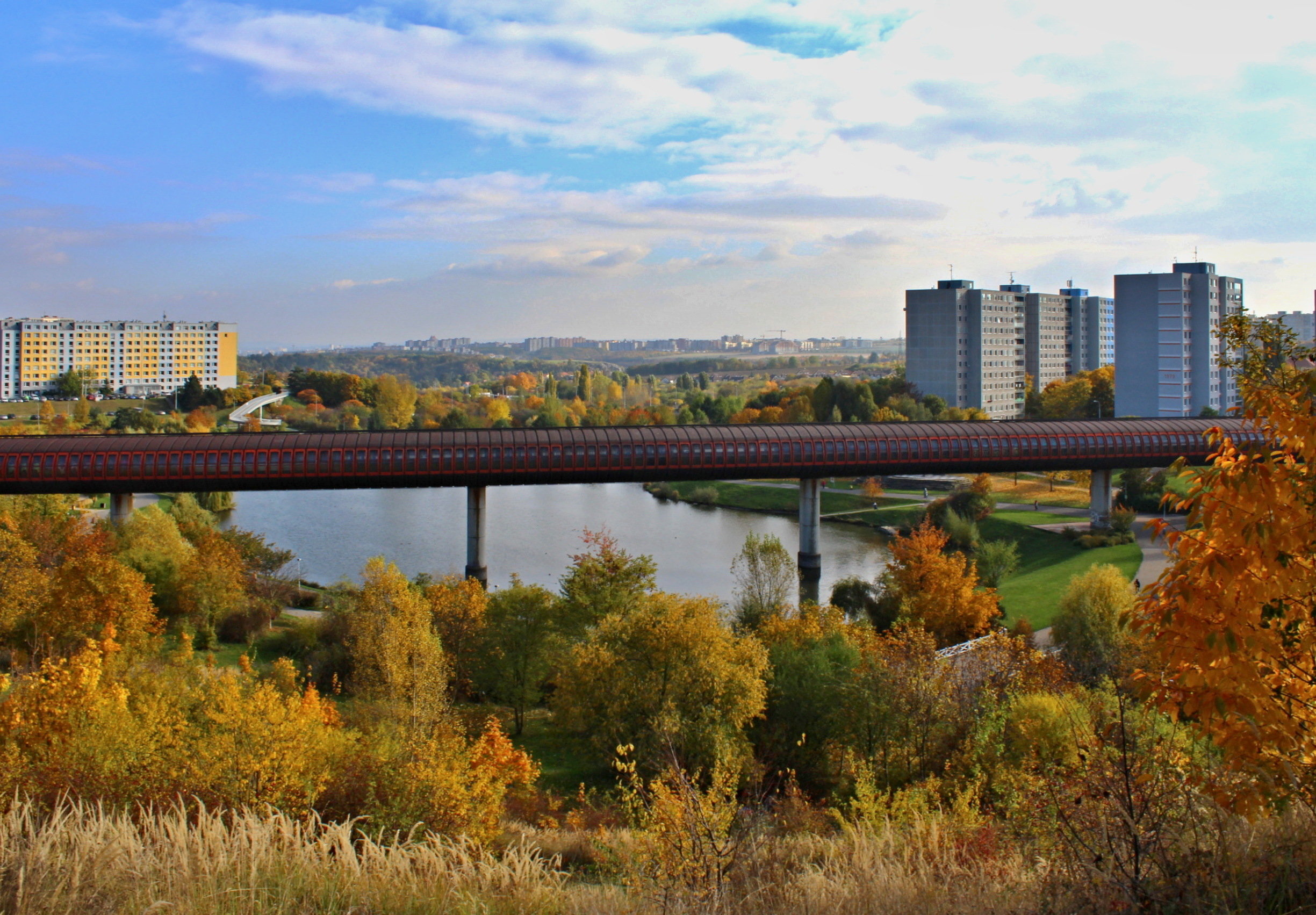
Tubus metra nad Nepomuckým rybníkem Prokopského potoka

Potok pramení ve Stodůlkách na stejnojmenném sídlišti poblíž kostela sv. Jakuba Většího. 
Je přehrazen několika nádržemi, přes jednu z nich vede přemostění (tubus) trasy B pražského metra, a jeho okolí má rekreační význam. Jeho přítokem je z levé strany Jinonický potok, na němž jsou 3 rybníky. Ústí z levé strany v Prokopském údolí do Dalejského potoka. Ten se posléze vlévá z levé strany do Vltavy. Délka toku: 4,3 km. Plocha povodí: 8,78 km².